# 호세 앙헬 후라도
호세 앙헬 후라도 데 라 토레(스페인어: José Ángel Jurado de la Torre, 1992년 6월 21일 ~ )는 스페인의 축구 선수로, 포지션은 중앙 미드필더다. 통상 호세 앙헬이라고 불리는 그는 현재 세군다 디비시온의 CD 테네리페에서 활약하고 있다.